# Свети Никола (Вевчани)
Вижте пояснителната страница за други значения на Свети Никола.
„Свети Никола“, известна като Горна Церков (на македонска литературна норма: „Свети Никола“), е възрожденска църква в стружкото село Вевчани, Северна Македония. Църквата е част от Стружкото архиерейско наместничество на Дебърско-Кичевската епархия на Македонската православна църква – Охридска архиепископия.

## Архитектура
Строежът на църквата е започнат в 1834 година, след като вевчанци успяват с голям подкуп да получат разрешение. Храмът е завършен в 1864 година. В архитектурно отношение е голяма невкопана трикорабна базилика с женска църква. Размерите ѝ̀ са 18 m на 12,5 m. Зидарията е от дялан камък. Над входната врата има релефи с библейски символи. Камбаната е отлята в Румъния, дарение от братя Насто и Кръстан Костойчиновски, гурбетчии в Турно Северин.

## Живопис
Повечето икони са изработени от видния дебърски майстор Дичо Зограф. Първата негова икона е тази на Света Богородица, подписана и датирана 1849 г.  Останалите Дичови икони са от 1867 година. По иконите има изписани тропари, рядко срещано явление, характерно за Дичовото творчество.
Иконата (52 х 34 cm) на Светите братя Кирил и Методий е дело на дебърския майстор Евтим Спасов. На нея солунските братя са изобразени в обичайната си поза до престол покрит с чаршаф, на който има няколко дебели книги, мастилница и чаша. В горната част на иконата, над гъстите облаци е изобразен Исус Христос благославящ. Иконата е надписана: „Български просвѣтители С. Меθодіи С. Кириллъ“. На долната рамка е подписана „Иконописецъ Евтимиа Спасевъ отъ с. Гари Деборско 1899“.
Стенописите в храма са изработени от сина на Дичо Зограф Аврам Дичов в 1879 година.
- Стенописи и икони
- Стенопис на Аврам Дичов от дяконикона, 1879 г.
- Стенопис на Аврам Дичов от нишата на протезиса, 1879 г.
- Икона на Свети Йоан Предтеча
- Икона на Исус Христос
- Икона на Света Богородица с Христос
- Икона на Свети Николай, XVIII век